# Extreme Spots
«Extreme Spots» (titulado «Manchas Extremas» en Hispanoamérica y «Pecas Extremas» en España) es la primera mitad del primer episodio de la novena temporada y el episodio 179 de la serie de televisión animada estadounidense Bob Esponja. El episodio se emitió originalmente en Nickelodeon en los Estados Unidos el 21 de julio de 2012. La serie sigue las aventuras y esfuerzos de Bob Esponja y sus diversos amigos en la ciudad submarina de Fondo de Bikini. En este episodio, Bob Esponja y Patricio intentan unirse a un equipo de deportes extremos llamado The Drasticals completando tareas extremas y peligrosas.
El episodio fue escrito por Luke Brookshier, Marc Ceccarelli y Derek Iversen, y la animación fue dirigida por Tom Yasumi. El episodio presenta la aparición especial de Johnny Knoxville como la voz de Johnny Krill. Tras su lanzamiento, el episodio atrajo a 3,7 millones de espectadores y recibió críticas positivas.

## Trama
Bob Esponja y Patricio juegan en la arena de Sand Mountain cuando ven un equipo de deportes extremos llamado The Drasticals, formado por Johnny Krill, Not Dead Ted y Grand Maul Granny. Un pez británico les cuenta a Bob Esponja y Patricio sobre The Drasticals, y Patricio malinterpreta «deportes extremos» como «lugares extremos» debido al ceceo del pez, y luego es picado por una medusa para obtener «lugares extremos». Johnny se ríe y le dice a Bob Esponja que pruebe a andar en motocicleta para ver si es bueno en los deportes extremos, mientras Patricio baja la montaña en sandboard con la abuela.
Los deportes son demasiado «extremos» para Bob Esponja y Patricio, y en su lugar saltan la cuerda. Patricio se cansa rápidamente y The Drasticals hacen una demostración de saltar la cuerda «extremo», con Ted prendiendo fuego y saltando a un avión. Bob Esponja y Patricio luego hacen burbujas, lo que los Drasticals hacen extremo al hacer que Johnny monte su motocicleta dentro de una burbuja y derribe un edificio. Bob Esponja guarda una almohada y la pierde, que Johnny mete en una lavadora y es atacado por un colchón vivo. Patrick hace una demostración de cómo bucear en contenedores de basura, lo que la abuela va más allá al compactar la basura con ella todavía dentro.
Bob Esponja y Patricio demuestran que les gusta atrapar medusas, lo que hace que The Drasticals se lastime y se cubra de ronchas. Johnny admite que los puntos son «muy extremos» y el pez británico dice que los puntos extremos provienen de los deportes extremos. El episodio termina con Patricio preguntando: «¿Quién es ese tipo?».

## Producción

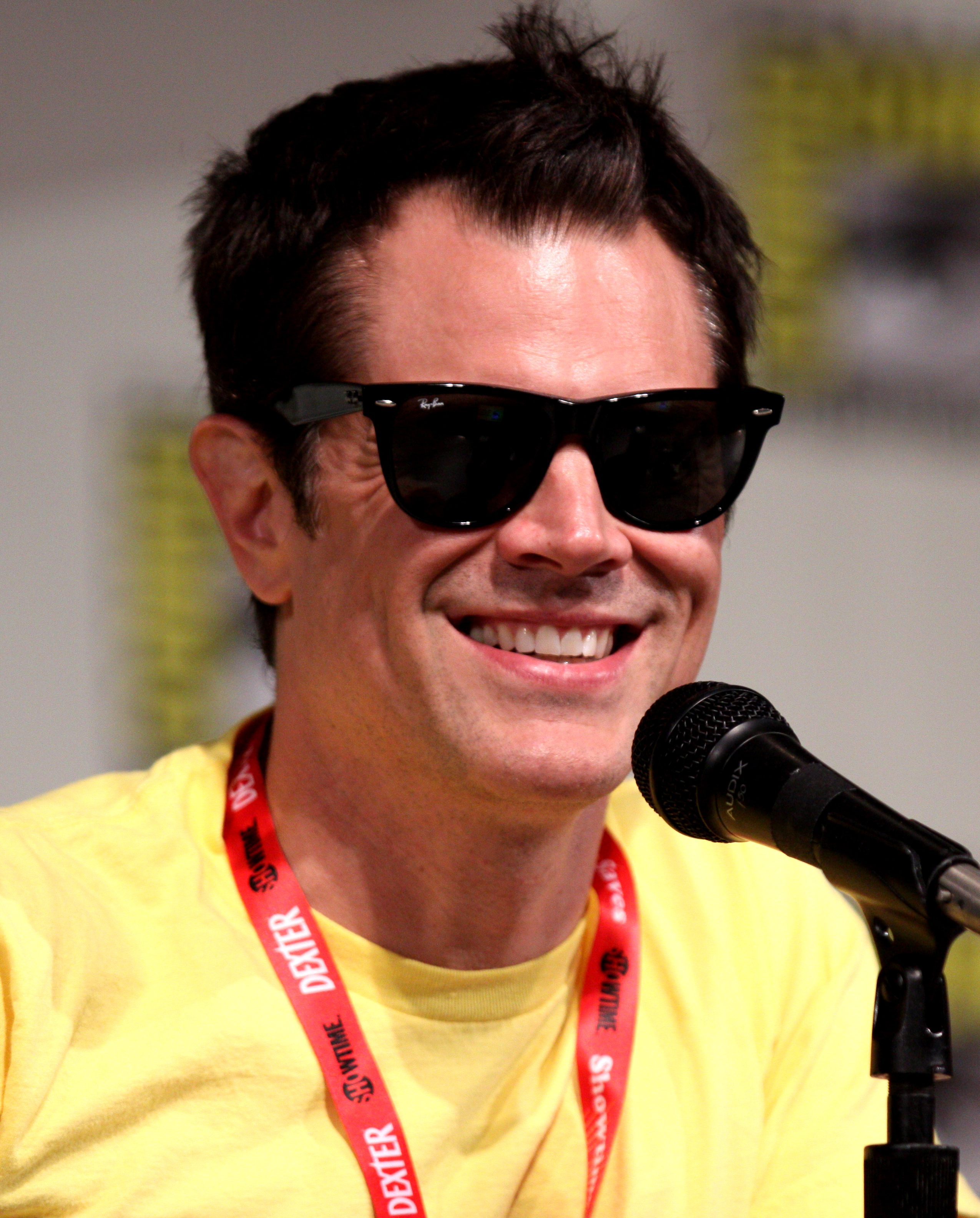
El actor Johnny Knoxville, que se muestra aquí en 2011, fue estrella invitada en el episodio como la voz de Johnny Krill.

«Extreme Spots» fue escrita por Luke Brookshier, Marc Ceccarelli y Derek Iversen, y la animación fue dirigida por Tom Yasumi. Brookshier y Ceccarelli también actuaron como directores del guion gráfico. El episodio fue el primer episodio de duración regular producido en alta definición. Se emitió originalmente en Nickelodeon en los Estados Unidos el 21 de julio de 2012, con una clasificación parental TV-Y7. Fue parte del maratón «The Super Spongy Square Games» de la cadena, que estrenó episodios de la serie con temas deportivos.
Además del elenco habitual, el doble estadounidense y actor de Jackass, Johnny Knoxville, fue estrella invitada en el episodio como la voz de Johnny Krill, el líder de un equipo de deportes extremos llamado Drasticals y campeón de deportes extremos submarinos. El personal de redacción escribió el episodio específicamente para Knoxville. El productor ejecutivo Paul Tibbitt dijo: «[Nickelodeon] quería hacer un programa sobre deportes extremos y lo primero que me vino a la mente fue Johnny Knoxville, porque hay pocos humanos vivos que sean tan extremos como él». Knoxville aceptó el papel porque es fanático del programa. Knoxville dijo: «Obtuve mucha credibilidad en la oficina por hacer Bob Esponja. Todos están emocionados [...] Tan pronto como terminé de grabar este episodio, comencé a rogarles que me dejaran volver y grabar otro». Knoxville le preguntó si necesitaba encontrar una voz divertida para su personaje. Sin embargo, los productores dijeron: «No, queremos [tu voz]». Knoxville afirmó que «no es fácil» hacer un cameo vocal. Y añadió: «Es un tipo de trabajo diferente».
Además de proporcionar un cameo vocal, Knoxville también hizo una sesión de fotos con un peluche de Bob Esponja para el episodio. Knoxville dijo: «¡Me cargaron con un montón de schwag! Cada juguete que alguna vez hicieron: patinetas, pulseras, todo tipo de cosas geniales. Simplemente no renuncian a las ventajas». Añadió: «Ellos [el equipo] me dejaron hacer mis propias acrobacias para este episodio. Fue increíble».

## Comercialización
El 15 de enero de 2013, «Extreme Spots» estuvo disponible en la compilación en DVD SpongeBob SquarePants: Extreme Kah-Rah-Tay junto con otros episodios de la octava y novena temporada «Squid Defense», «The Way of the Sponge», «House Sittin' For Sandy», «The Krabby Patty That Ate Bikini Bottom», «Squirrel Record», «Face Freeze!» y «Demolition Doofus». El 10 de octubre de 2017, se lanzó en el DVD SpongeBob SquarePants: The Complete Ninth Season, junto con todos los episodios de la novena temporada.

## Recepción
El estreno de «Extreme Spots» el 21 de julio de 2012, como parte del maratón «The Super Spongy Square Games», obtuvo 3,7 millones de espectadores en total, ubicándose como el programa infantil más visto entre el total de espectadores durante toda la semana. El episodio, junto con «Squirrel Record», «Demolition Doofus» y «Face Freeze!», registró un aumento de dos dígitos en la demografía infantil, con un promedio de 5,57 millones de niños de 2 a 11 años (+50%) desde 2011.
«Extreme Spots» recibió críticas positivas de los críticos. Paul Mavis de DVD Talk disfrutó del episodio y dijo: «"Extreme Spots" provoca muchas risas con algunos fragmentos muy divertidos». Añadió que «el estereotipo de pez británico, con monóculo y mala dentadura, es un grito». En su reseña de Inside Pulse, Joe Corey dijo que el episodio es «igualmente peligroso» que los episodios restantes del DVD Extreme Kah-Rah-Tay.